# Browar Wielka Sowa
Browar Wielka Sowa – polski browar rzemieślniczy działający w Bielawie (województwo dolnośląskie).

## Historia
Zakład został zaprojektowany i zbudowany od podstaw w przemysłowej dzielnicy miasta, w halach produkcyjnych dawnego Bieltexu (fabryki tekstylnej). Jest częścią Bielawskiej Wytwórni Napojów. Otwarto go jesienią 2017. W 2018 rozbudowano leżakownię i podwojono moce produkcyjne browaru.

## Piwa
Browar produkuje następujące odmiany piwa:
- klasyczne:
  - Sowie Jasne Pełne (ekstrakt 12,2% wag., alk. 5,6% obj.),
  - Sowie Pils (ekstrakt 12,6% wag., alk. 5,8% obj.),
  - Sowie Marcowe (ekstrakt 13,8% wag., alk. 6,3% obj.),
  - Sowie Miodowe (ekstrakt 12% wag., alk. 5,6% obj.),
  - Sowie Pszeniczne (ekstrakt 12% wag., alk. 4,7% obj.),
- nowofalowe:
  - Przepięcie – Summer Ale (ekstrakt 11,6% wag., alk. 4,5% obj.),
  - Amper – American Pale Ale (ekstrakt 11,6% wag., alk. 4,5% obj.),
  - Bateria – Australian Lager (ekstrakt 12,2% wag., alk. 5,6% obj.)[3].

Ponadto w browarze produkowany jest kwas chlebowy Młody Buk (jasny i ciemny).

## Nagrody
Browar zdobył następujące nagrody:
- II miejsce w konkursie na najlepszy browar regionalny – Karpacz, 2018,
- nagroda dla piwa marcowego i kwasu chlebowego w kategorii najlepszy napój podczas Festiwalu Europa na Widelcu – Wrocław, 2018[5].